# Rudolf Durkovic
Rudolf „Rudi“ Durkovic (* 19. November 1988) ist ein österreichischer Fußballspieler.

## Karriere
Rudolf Durkovic wurde am 19. November 1988 als Sohn der „Ischler Torhüterlegende“ Rudolf „Rudi“ Durkovic (* 1961) geboren und wollte ursprünglich wie sein Vater Torhüter werden. Nach einem Rat seines Vaters wurde er Stürmer, durchlief sämtliche Ischler Nachwuchsspielklassen und debütierte als 15-Jähriger in der Kampfmannschaft des SV Bad Ischl.
Mit der Mannschaft schaffte der Absolvent der HAK Bad Ischl in der Saison 2005/06 den Aufstieg in die viertklassige OÖ Liga. Noch vor dem Beginn der Spielzeit 2006/07 wechselte er zum Bundesligisten SCR Altach. Bei den Vorarlbergern kam er allerdings auf keinen Einsatz und so verließ er Altach im Sommer 2007 wieder und schloss sich dem Zweitligisten SV Bad Aussee an. Sein Debüt in der zweiten Liga gab er im Oktober 2007, als er am zwölften Spieltag der Saison 2007/08 gegen den SC-ESV Parndorf 1919 in der 86. Minute für Manuel Kerhe eingewechselt wurde. Dies blieb allerdings seine einzige Partie für die Steirer.
Im Jänner 2008 schloss er sich dem niederösterreichischen Landesligisten SCU Ardagger an. Zur Saison 2008/09 wechselte er zur Union Mondsee. Im Sommer 2009 kehrte er zum fünftklassigen SV Bad Ischl zurück. Mit den Oberösterreichern konnte er 2010 in die OÖ Liga aufsteigen. Nach nur einer Saison in der Viertklassigkeit stieg er mit der Mannschaft wieder in die Landesliga West ab, um nur eine Spielzeit später wieder den Aufstieg zu schaffen. Mit 22 Toren bei 25 Meisterschaftseinsätzen wurde Durkovic in der Saison 2012/13 Torschützenkönig der oberösterreichischen Landesliga. Nach einem verhältnismäßig schwachen Herbstdurchgang konnte er seine Torgefährlichkeit im Frühjahr 2014 wieder steigern, brachte es am Ende auf 23 Tore in 29 Meisterschaftsspielen und rangierte damit am Ende mit einem Tor Rückstand auf Marius Bogdan von der Union Edelweiß Linz auf dem zweiten Platz der Torschützenliste der OÖ Liga.
Nach sechs Jahren und über 100 Spielen bei Bad Ischl wechselte er zur Saison 2015/16 zum Fünftligisten WSC Hertha Wels. Mit den Welsern konnte er zu Saisonende in die vierthöchste Spielklasse aufsteigen. Im Sommer 2017 wechselte er zu seinem Ex-Klub, dem SV Bad Ischl, bei dem er heute (Stand: Mai 2025) noch immer aktiv ist.